# Samurai Shodown 64: Warriors Rage
Ne doit pas être confondu avec Samurai Shodown: Warriors Rage.
Samurai Shodown 64: Warriors Rage aussi appelé Samurai Spirits 2: Asura Zanmaden (SAMURAI SPIRITS 2 アスラ斬魔伝 au japon) est un jeu vidéo de combat développé et édité par SNK. Il est sorti sur système d'arcade Hyper Neo-Geo 64 en 1998. Il fait suite à  Samurai Shodown 64  sur la même plate-forme et, à l'instar de son prédécesseur, sa distribution a été relativement faible en dehors du Japon.

## Synopsis
Dans un pays inconnu, une perturbation inquiétante trouble le ciel, entraînant une masse sombre vers la terre.
C'est le mal ultime, c'est-à-dire la réincarnation de Yuga le Destructeur.
L’objectif de cet être qui revient une fois de plus sur la terre est l’unification de ce monde et du monde des ténèbres utilisant le mâle et la femelle hermaphrodites, c’est-à-dire la construction d’une utopie et devenir le fondement de la résurrection du Dieu Noir.
Pour contrer cela, un homme retourne dans le monde des ténèbres. Le nom de ce guerrier est Asura. Maître de la magie, il est l'épéiste noir qui apparaît dans ce royaume pour se venger de Yuga.